# Amalia Pando
Amalia Pando Vega (La Paz, 21 de agosto de 1953) es una comunicadora boliviana, co-fundadora de PAT (Periodistas Asociados Televisión), medio de comunicación boliviano.

## Biografía
Nació en La Paz el 21 de agosto de 1953, estudió comunicación en la Universidad Católica Boliviana. Trabajó en varios medios de comunicación como Televisión Boliviana Canal 7, Canal 2, Red Unitel, y en las radioemisoras Nueva América, Cristal, Fides, Erbol, Radio Deseo y la Agencia de Noticias Fides. 
Junto a Ximena Valdivia, Mario Espinoza y Carlos Mesa Gisbert fundó PAT (Periodistas Asociaciados Televisión)  un proyecto de comunicación independiente que en 1998 se convirtió en un canal televisivo a nivel nacional.
Participó en el Movimiento Socialista de los Trabajadores (MTS) y del Partido Socialista 1 (PS1).
Posteriormente inició y dirigió el programa digital conocido como Cabildeo Digital,una plataforma digital y alternativa de noticias que cuenta tanto con un canal de YouTube y una página web, donde se difunden artículos periodísticos. Si bien su origen no se dio en formato digital sino más bien como un canal de radio de transmisión nacional, de cierta forma el programa se vio forzado a tomar este formato al sufrir el cierre por parte de la gobernación del departamento de La Paz.  Algunas personas argumentaron que esto era un reflejo del descenso en libertad de prensa que sufre Bolivia en los últimos años. 

## Cabildeo Digital
El programa se ha caracterizado por el análisis de la coyuntura política boliviana. El programa, dentro de su canal de YouTube, cuenta con varios segmentos como: economía, opinión, y candidatos, entre otros. 
En este programa se creó una sección dedicada a dar a conocer a los actuales y potenciales candidatos de oposición para las elecciones presidenciales de 2025. Asimismo, el programa ha realizado varios sondeos de opinión a su audiencia para conocer su preferencia por dichos candidatos. Entre los más destacados se encuentran 

## Premios y reconocimientos
En 1992 fue condecorada con el Premio Rey de España por el reportaje "Policías y ladrones" emitido en Radio Fides. Su periodismo es definido como militante